# Zdzieszowice
Zdzieszowice is een stad in het Poolse woiwodschap Opole, gelegen in de powiat Krapkowicki. De oppervlakte bedraagt 12,35 km², het inwonertal 13.467 (2005).

## Verkeer en vervoer
- Station Zdzieszowice

## Nowe Pokolenie
In 2006 namen studenten van de Nederlandse Film en Televisie Academie in Zdzieszowice de film Nowe Pokolenie (De nieuwe generatie) op. De film gaat over de emigratie van jongeren naar het westen en over hen die achterblijven. De film werd in 2007 door de IKON op televisie uitgezonden.